# Suncoast Suns
Die Suncoast Suns waren ein US-amerikanisches Eishockeyfranchise der Eastern Hockey League sowie Southern Hockey League aus Saint Petersburg, Florida. 

## Geschichte
Die St. Petersburg Suns wurden 1971 als Expansionsteam in die Eastern Hockey League aufgenommen. Nach einem Jahr änderte die Mannschaft ihren Namen in Suncoast Suns. Die Suncoast Suns wurden nach der vorübergehenden Auflösung der Eastern Hockey League zur Saison 1973/74 als eines von sechs Gründungsteam in die Southern Hockey League aufgenommen. Die Mannschaft stellte aufgrund finanzieller Probleme bereits nach 31 Spielen den Spielbetrieb wieder ein und konnte nur sieben dieser Spiele gewinnen. 

## Saisonstatistik (SHL)
Abkürzungen: GP = Spiele, W = Siege, L = Niederlagen, T = Unentschieden, OTL = Niederlagen nach Overtime SOL = Niederlagen nach Shootout, Pts = Punkte, GF = Erzielte Tore, GA = Gegentore, PIM = Strafminuten
| Saison  | GP | W | L  | T | OTL | SOL | Pts | GF  | GA  | Platz   | Playoffs |
| 1973/74 | 31 | 9 | 22 | 0 | —   | —   | 18  | 123 | 176 | 6., SHL |          |

## Team-Rekorde (SHL)

### Karriererekorde
Spiele: 31  Pete Ford,  Mike Randolph,  Blaine Rydman,  Bill Smith
Tore: 18  Mike Randolph
Assists: 21  Terry Ryan
Punkte: 38  Terry Ryan
Strafminuten: 116  Blaine Rydman